# Zemianske Podhradie
Zemianske Podhradie es un municipio del distrito de Nové Mesto nad Váhom en la región de Trenčín, Eslovaquia, con una población estimada a final del año 2024 de 769 habitantes.
Se encuentra ubicado al oeste de la región, cerca del río Váh (cuenca hidrográfica del Danubio) y de la frontera con la región de Trnava y la República Checa.

## Demografía
| Año        | 1994 | 2004    | 2014    | 2024    |
| ---------- | ---- | ------- | ------- | ------- |
| Población  | 801  | 783     | 773     | 769     |
| Diferencia |      | −2,24 % | −1,27 % | −0,51 % |

| Año        | 2023 | 2024    |
| ---------- | ---- | ------- |
| Población  | 767  | 769     |
| Diferencia |      | +0,26 % |